# Igram
Igram es un municipio del distrito de Senec en la región de Bratislava, Eslovaquia, con una población estimada a final del año 2024 de 569 habitantes.
Se encuentra ubicado al sureste de la región, en el valle del río Morava y cerca de la frontera con la región de región de Trnava y con Austria.

## Demografía
| Año        | 1994 | 2004     | 2014    | 2024    |
| ---------- | ---- | -------- | ------- | ------- |
| Población  | 610  | 539      | 557     | 569     |
| Diferencia |      | −11,63 % | +3,33 % | +2,15 % |

| Año        | 2023 | 2024    |
| ---------- | ---- | ------- |
| Población  | 566  | 569     |
| Diferencia |      | +0,53 % |